# District d'Urcos
Au Pérou, le district d’Urcos est l’un des douze districts de la province de Quispicanchi située dans le département de Cusco.